# Andantino

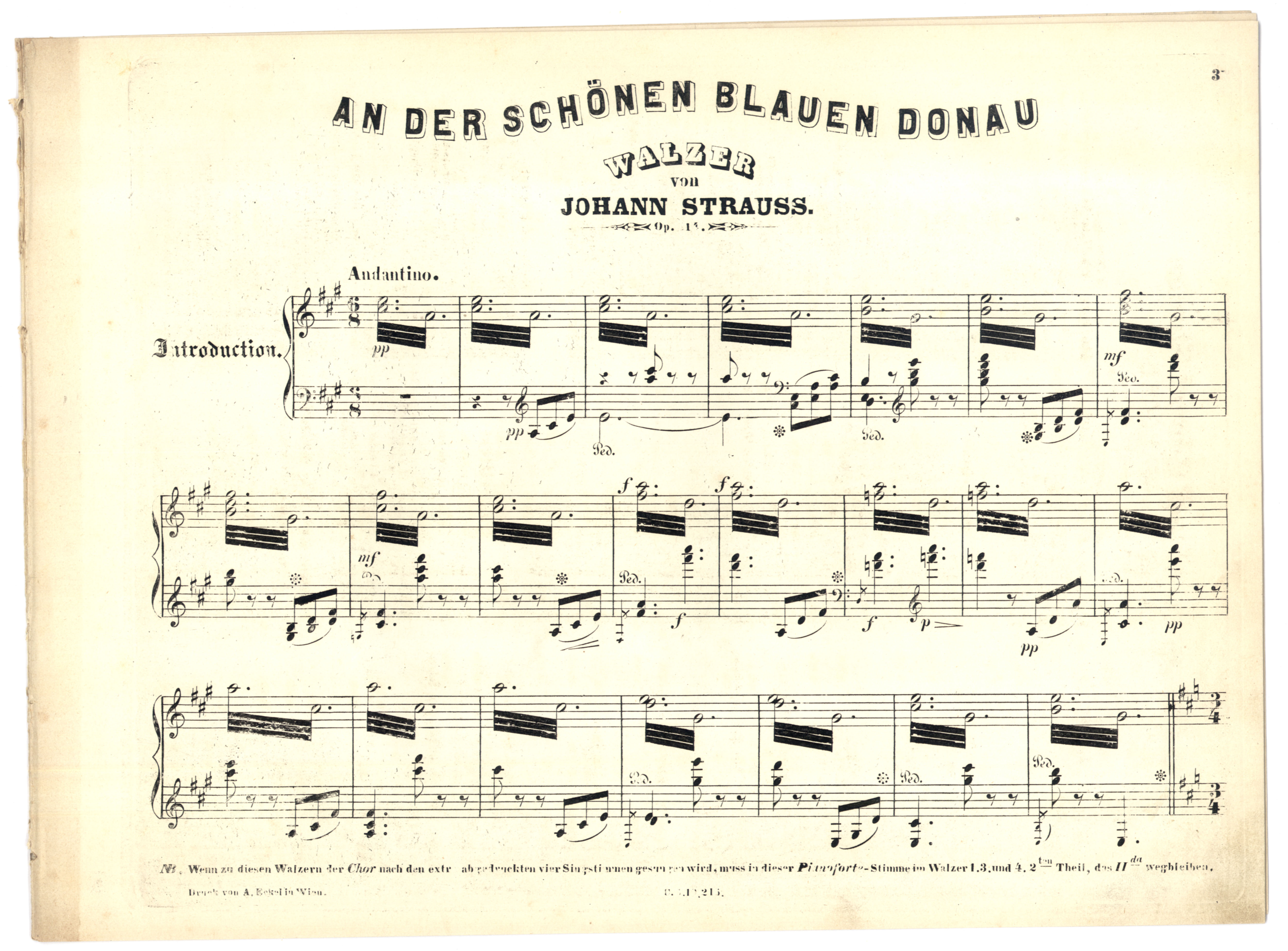
Compassos inicials del Vals Al Bell Danubi Blau de Johann Strauss

Andantino és, en música, una indicació de tempo que habitualment se situa entre l'allegretto (que és més ràpid) i l'andante (que és més lent).
Així i tot, com que és un diminutiu d'andante (que significa 'caminant' en italià) el seu significat no és del tot clar ('poc caminant') per la qual cosa no ha d'estranyar que en alguns contextos s'hagi entès com a més lent que l'andante. És la indicació de tempo que apareix, per exemple al Vals Al bell Danubi Blau, que apareix a la partitura adjunta.
 Tercer moviment -'Andantino'- del quintet per a clarinet i cordes de Johannes Brahms (?·pàg.)